# Uptown Girls (trilha sonora)
A trilha sonora de Uptown Girls fora composta pelo norte-americano Joel McNeely, autor de várias trilhas sonoras cinematográficas, tais quais Mulan 2 e Cinderella III: A Twist in Time. O disco contém ao todo treze canções, a maioria interpretada por mulheres, das quais destacam-se "Charmed Life" e "Slung-Lo" músicas-tema de Ray (Dakota Fanning) e Molly (Brittany Murphy), respectivamente.
A obra foi publicada em 5 de agosto de 2003, dez dias antes do lançamento oficial do filme, em lojas como Amazon e iTunes. O álbum, que mescla os estilos do pop e do dance pop com  rock alternativo, não figurou em nenhuma parada musical pelo mundo.

## Lista de faixas
Abaixo estão listadas as treze faixas da trilha sonora de Uptown Girls, com seus respectivos intérpretes, e autores.
| N.º | Título                      | Compositor(es)                                                 | Artista               | Duração |  |
| 1.  | "Charmed Life"              | Steve Mandile                                                  | Leigh Nash            | 3:36    |  |
| 2.  | "Time"                      | Chantal Kreviazuk / Raine Maida / Gregg Wattenberg             | Chantal Kreviazuk     | 4:06    |  |
| 3.  | "Slung-lo"                  | Erin McKeown                                                   | Erin McKeown          | 2:47    |  |
| 4.  | "Spinning Around the Sun"   | Steve Mandile                                                  | Martina Sorbara       | 4:04    |  |
| 5.  | "Victory"                   |                                                                | The Weekend           | 3:26    |  |
| 6.  | "On Your Own"               | John Bunch / Chris Evenson / Rodney Sellars / John Stockberger | Sense Field           | 3:43    |  |
| 7.  | "E Is for Everybody"        | Jill Cunniff / Sam Hollander                                   | Cooler Kids           | 3:51    |  |
| 8.  | "Sheets of Egyptian Cotton" | Carlos Melendez                                                | Jesse Spencer         | 3:09    |  |
| 9.  | "Night of Love"             | Carlos Melendez                                                | Jesse Spencer         | 2:58    |  |
| 10. | "Frightened"                | Aaron Albano / Toby Lightman                                   | Toby Lightman         | 3:57    |  |
| 11. | "The Truth Be Told"         |                                                                | Keram Malicki-Sanchez | 4:28    |  |
| 12. | "Molly Smiles"              | Carlos Melendez                                                | Jesse Spencer         | 3:29    |  |
| 13. | "Score"                     | Joel McNeely                                                   | Joel McNeely          | 2:02    |  |

## Recepção crítica
| Críticas profissionais | Críticas profissionais |
| Avaliações da crítica  | Avaliações da crítica  |
| Fonte                  | Avaliação              |
| ---------------------- | ---------------------- |
| Allmusic               | 2.5 de 5 estrelas.     |

Segundo Heather Phares, crítico musical do portal Allmusic, "a trilha sonora de Uptown Girls poderia ser chamada de Upbeat Girls, devido as canções implacavelmente alegres e divertidas". Atribuindo uma nota de 2.5 em uma escala que vai até 5, ele critica o excesso de "doçura" do disco, afirmando que os "fãs irão adorar, mas outros podem querer ficar longe por medo de suas orelhas adquirirem cáries".

## Créditos
Lista-se abaixo os profissionais envolvidos na elaboração da trilha sonora de Uptown Girls, adaptado do portal Allmusic.com.
| - Composição - Aaron Albano, John Bunch, Jill Cunniff, Chris Evenson, Sam Hollander, Chantal Kreviazuk, Toby Lightman, Raine Maida, Rodney Sellars - Produção - Maria Alonte, Keith Brown, Stewart Lerman, Steve Mandile, John Penotti, Fisher Stevens, Peter Zizzo - Vocais - Chantal Kreviazuk, Cooler Kids, Martina Sorbara, Toby Lightman, Jesse Spencer, Keram Malicki-Sanchez, Erin McKeown, Leigh Nash, Sense Field, The Weekend | - A&R - Chris Rodriguez - Mixagem - Gavin Lurssen - Masterização - Gavin Lurssen - Engenharia - SuperSpy, Simon Sampath-Kumar, Dorian Crozier, Jason Coons - Programação - Maureen Crowe |